# Grassetti
De Grassetti is een historische wegracemotorfiets.
Silvio Grassetti is een Italiaanse coureur die onder andere reed met MV Agusta, Bianchi, Moto Morini, Benelli, Jawa en MZ.
In 1973 bouwde hij zelf een racer, de Grassetti 250 Grand Prix. Dit was een watergekoelde tweetakt-twin. De machine was ontwikkeld door Savelli, die ook de succesvolle Benelli-viercilinder-racers gemaakt had.